# Mauro De Mauro
Mauro De Mauro ( prononcé : [ˈmauro de ˈmauro] ; né à Foggia le 6 septembre 1921 et disparu à Palerme le 16 septembre 1970) est un journaliste d'investigation italien.
À l'origine, partisan du régime fasciste de Benito Mussolini, De Mauro devient journaliste au journal de gauche L'Ora à Palerme . Il  disparaît en septembre 1970 et son corps n'a pas été retrouvé.
La disparition et la mort probable du « journaliste génant » (giornalista scomodo), dues probablement à ses reportages d'enquête, sont l'un des grands mystères de l'histoire italienne moderne.
Plusieurs explications de la disparition de De Mauro sont avancées. L'une est lié à la mort d'Enrico Mattei, président du conglomérat pétrolier et gazier italien Eni, une autre est que De Mauro aurait découvert un réseau de trafic de drogue entre la Sicile et les États-Unis, une troisième serait liée au Coup d'État de Borghese, déjoué en 1970.
De Mauro était apparemment convaincu qu'il avait mis le doigt sur l'affaire de sa vie car il avait dit à des collègues de L'Ora : « J'ai un scoop qui va secouer l'Italie. » .

## Biographie
Mauro De Mauro est né en 1921 à Foggia, dans les Pouilles. Son père, Oscar De Mauro, appartenait à une famille réputée de médecins et de pharmaciens vivant à Foggia depuis plusieurs générations. Sa mère Clementina Rispoli venait de Naples et était professeur de mathématiques. Son jeune frère Tullio De Mauro (31 mars 1932 - 5 janvier 2017) était un linguiste et homme politique devenu ministre de l'Éducation en 2000-2001.

### Engagement fasciste
De Mauro était un partisan du régime fasciste de Benito Mussolini. Après l'armistice avec les forces alliées en septembre 1943, il choisit de suivre le régime fasciste  de la République sociale italienne ( Repubblica Sociale Italiana, ou RSI) dans le nord de l'Italie sous contrôle allemand.
Pendant l'occupation militaire allemande de Rome en 1943-1944, il était vice-commandant de la police sous le commandant Caruso, informateur du capitaine Erich Priebke et du colonel Herbert Kappler des SS. De Mauro était également membre du Koch Band, une unité spéciale de la sécurité domestique du RSI. En utilisant de nombreux prête-noms, De Mauro a réussi à infiltrer plusieurs organisations de résistance à Rome et à Milan afin de combattre les partisans.
De Mauro et son épouse Elda se sont portés volontaires pour rejoindre le Decima MAS, une force anti-partisane sous le commandement du prince Junio Valerio Borghese, également connu sous le nom de « Prince noir ». Il a travaillé pour le journal La Cambusa (La Galère) de l'unité de propagande de la formation militaire.
De Mauro a été arrêté lors de la libération à Milan en avril 1945, s'est évadé du camp pénitentiaire de Coltano, en Toscane, en décembre 1945, et s'est réfugié à Naples avec sa jeune épouse, ainsi que ses deux filles, Junia et Franca Valeria (les noms se réfèrent à Junio Valerio Borghese). Accusé d'avoir participé au massacre des Fosses ardéatines en mars 1944 au cours duquel 335 personnes ont été exécutées, il a été acquitté par le tribunal en 1948.

### Journaliste en Sicile
En 1948, De Mauro déménage à Palerme, en Sicile, sous un nom d'emprunt, et travaille pour des journaux locaux comme Il Tempo di Sicilia et Il Mattino di Sicilia . En 1959, il commence à travailler pour L'Ora, un journal à orientation communiste. Des journalistes sont perplexes quant à la présence de De Mauro au journal, ancien partisan acharné  de Mussolini et combattant des partisans antifascistes. La rumeur disait que son nez avait été brisé par des partisans.
À L'Ora, De Mauro rejoint un groupe de journalistes d'enquête sur le crack qui comprenait Felice Chilanti et Mario Farinella . Du milieu des années 1950 aux années 1970, le journal de gauche  attire l'attention nationale par ses enquêtes et ses dénonciations sur les liens entre les politiciens corrompus et la mafia sicilienne . En 1960, De Mauro  pour ses enquêtes criminelles, figure parmi les lauréats du Premiolino, l'un des plus importants prix de journalisme italien. De Mauro a également écrit des articles sur le trafic de drogue et sur le sac de Palerme, le boom de la construction dans les années 1950 et 1960 qui a conduit à la destruction de la ceinture verte de la ville et des anciennes villas.
En 1962, De Mauro est le premier à publier une carte détaillée de la mafia, confirmée vingt-deux ans plus tard par le  pentito Tommaso Buscetta dans son témoignage au juge Giovanni Falcone .
En janvier 1962, il publie une série d'articles dans L'Ora révélant le témoignage de Melchiorre Allegra, médecin et membre de la mafia de 1916 jusqu'à son arrestation en 1937. Après avoir été arrêté, Allegra a révélé son appartenance et a témoigné sur les activités de la mafia. C'était l'un des premiers témoignages sur la mafia de l'intérieur, mais le document avait été négligé jusqu'à ce que De Mauro le republie.
Après ces révélations, De Mauro devient une cible pour la mafia. Buscetta explique que  « De Mauro était un cadavre ambulant, Cosa Nostra avait été contraint de  pardonner  au journaliste parce que sa mort susciterait trop de soupçons, mais à la première occasion, il devait payer le scoop. Son exécution n'était que  temporairement suspendue ».

## Affaire Mattei

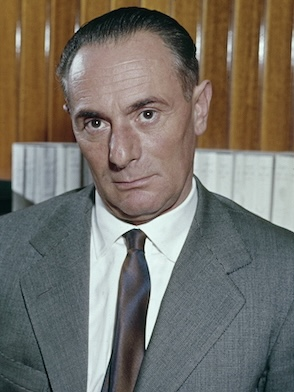
Enrico Mattei

En 1962, De Mauro enquête sur la mort mystérieuse d'Enrico Mattei, le président du conglomérat pétrolier et gazier italien Eni, mort  le 27 octobre dans des circonstances suspectes dans un accident d'avion. Au cours de son mandat controversé d'ENI, Mattei avait tenté de briser l' oligopole des « Sept Sœurs » (un terme de Mattei pour désigner les compagnies pétrolières dominantes du milieu du XXe siècle  ), et en 1959, au milieu de la guerre froide, il a négocié un accord d'importation de pétrole avec l' Union soviétique malgré les protestations des États-Unis et de l' OTAN, tout en soutenant les mouvements d'indépendance contre les puissances coloniales comme l'Algérie. Dans un rapport classifié de 1958, le Conseil de sécurité nationale américain a décrit Mattei comme  un obstacle et les Français ne pouvaient  pardonner à Mattei son implication envers l'Algérie. La responsabilité de sa mort a été attribuée à la mafia, à la CIA et au groupe nationaliste français l' Organisation de l'armée secrète (OAS).
En septembre 1970, De Mauro enquête à nouveau sur l'affaire à la demande du réalisateur Francesco Rosi pour le film Il caso Mattei (L'Affaire Mattei), qui sort en 1972. Il est convaincu que l'avion de Mattei a été saboté et étudie les liens possibles entre la mafia et l'accident. Deux jours avant sa disparition, De Mauro a interviewé Graziano Verzotto, un politicien chrétien-démocrate et ancien bras droit de Mattei en tant que responsable des relations publiques pour ENI. Verzotto connaissait  le patron de la mafia Giuseppe Di Cristina pour avoir assisté au mariage de De Cristina. Verzotto était avec Mattei dans son avion la veille de son crash. De Mauro était convaincu qu'il avait mis la main sur l'histoire de sa vie. Avant sa disparition, il a déclaré à des collègues du journal L'Ora « J'ai un scoop qui va secouer l'Italie. » .

## Disparition
Giuseppe De Mauro a été enlevé le soir du 16 septembre 1970, alors qu'il rentrait du travail, dans la via delle Magnolie à Palerme. En réponse, des milliers de policiers et de carabiniers, équipés d'hélicoptères et de chiens, ont passé au peigne fin la Sicile à la recherche du journaliste. Le corps de De Mauro , victime de la soi-disant lupara bianca, malgré des efforts de recherche intensifs aidés par des forces spéciales  et même une commission d'enquête spéciale du Parlement italien n'a pas été trouvé.
Au fil des ans, les enquêtes sur la disparition de De Mauro par les carabiniers et la police ont suivi des pistes divergentes. Le colonel Carlo Alberto dalla Chiesa et le capitaine Giuseppe Russo des Carabinieri sont parmi les premiers à travailler sur l'affaire. Des années plus tard, et dans des circonstances différentes, dont les recherches  se sont concentrés sur le trafic de drogue ont été assassinés par la mafia. Selon eux, De Mauro aurait été victime de lupara bianca après avoir découvert les pistes sur le trafic de drogue entre la Sicile et les États-Unis.
Les premières enquêtes de la police par Bruno Contrada et Boris Giuliano se sont concentrées sur les enquêtes de De Mauro sur la mort de Mattei, à la suite de la disparition de son bureau de quelques pages de notes et d'une cassette du dernier entretien avec Mattei. Les enquêtes ont été  entravées par des dépistages au sein de la police et des services secrets italiens. Selon l'inspecteur de police Giuliano, « il y a quelqu'un au ministère à Rome qui ne veut pas aller au fond concernant la mort de De Mauro. ». Selon Giuliano, un ordre de faire obstacle à l'enquête a été émis par le chef des services secrets, Vito Miceli, prétendument impliqué dans le coup d'État Borghèse. Miceli a été en contact avec les mafiosi Di Cristina et Giuseppe Calderone, prétendument impliqués dans le coup d'État, prévu pour décembre 1970.

## Mystère italien
La disparition de De Mauro reste un mystère et au centre de nombreuses spéculations. En mai 1994, Tommaso Buscetta a déclaré que la mafia sicilienne était impliquée dans le meurtre de Mattei et que De Mauro avait été tué pour avoir enquêté sur ce meurtre. Selon Buscetta, Mattei a été tué à la demande de la mafia américaine parce que sa politique pétrolière avait nui aux intérêts américains au Moyen-Orient . La mafia américaine faisant peut-être une faveur aux Sept Sœurs.
Buscetta a affirmé que la mort de Mattei avait été organisée par les patrons de la mafia Di Cristina, Salvatore Greco Ciaschiteddu et Stefano Bontate à la demande d' Angelo Bruno, un patron de la mafia d'origine sicilienne de Philadelphie. Gaetano Iannì, un autre pentito, a déclaré qu'un accord spécial avait été conclu entre la mafia sicilienne et quelques étrangers pour l'élimination de Mattei, organisé par Di Cristina. Ces déclarations ont déclenché de nouvelles enquêtes avec notamment l'exhumation du cadavre de Mattei.
Buscetta affirme que « Bontade a organisé l'enlèvement de De Mauro, car ses enquêtes sur la mort de Mattei le menaient dans le milieu de la mafia, et de Bontade en particulier » . En 2001, un autre pentito, Francesco Di Carlo, déclare  « que De Mauro a été tué parce qu'il avait appris que l'un de ses anciens amis fascistes, le prince Borghèse, était impliqué dans le coup d'État prévu en 1970 avec des officiers de l'armée,  déterminés à arrêter ce qu'ils considéraient la dérive de l'Italie vers la gauche » . Un autre pentito, Rosario Naimo, qui a commencé à collaborer avec les autorités italiennes après son arrestation en octobre 2010, déclare que « le journaliste a été tué en raison de ses reportages d'enquête qui avaient lésé la mafia ».
Selon Di Carlo et Buscetta, l'ordre d'assassiner de De Mauro serait venu des chefs de la Commission régionale de la mafia sicilienne, Bontade, Gaetano Badalamenti et Salvatore Riina. Di Carlo et Naimo affirment que De Mauro a été enlevé par Emanuele D'Agostino, un mafieux de la famille criminelle de Bontade Santa Maria di Gesù.
Selon Di Carlo, les restes de De Mauro ont été enterrés sous un pont sur la rivière Oreto près de Palerme. Cependant, la police, après une fouille, n'a pas trouvé le corps. Par la suite, le pentito Francesco Marino Mannoia affirme qu'en 1977 ou 1978, Bontade  lui a ordonné de déterrer plusieurs corps sous ce pont et de les dissoudre dans l'acide. Selon le nouveau témoignage de Naimo, De Mauro a été emmené sur un terrain dans le quartier de Pallavicino à Palerme où le patron de la mafia Francesco Madonia possédait un élevage de poulets. Il y aurait été tué et jeté dans une fosse.

## Procès pour meurtre de 2006
En 2001, à la suite des déclarations de Di Carlo, l'enquête judiciaire est rouverte. En avril 2006, plus de 35 ans après la disparition de De Mauro, le procès pour son meurtre débute au tribunal de Palerme avec comme seul accusé restant l'ancien chef mafieux  Riina . (D'Agostino et Bontate ont été tués par les Corleonesi de Riina lors de la deuxième guerre de la mafia ; Badalamenti est mort dans une prison américaine en avril 2004. )  En 2011, le nouveau chef de la mafia Naimo a témoigné au procès en disant que le journaliste avait été tué par la mafia sur les ordres de Riina.
Le « journaliste gênant » ( giornalista scomodo ), a été enlevé et tué parce que la mafia et ses soutiens voulaient connaître ses sources d'informations confidentielles et potentiellement dévastatrices, a déclaré le procureur Antonio Ingroia au tribunal lors de son discours de clôture.
En mars 2011. Ingroia déclare que « La condamnation à mort de De Mauro a été prononcée en raison de la convergence de deux éléments Ingroia. » Riina, Bontade et Badalamenti ont décidé d'éliminer De Mauro parce qu'il était sur le point de rendre public le meurtre de Mattei de 1962 à la suite de recherches pour le film historique de Francesco Rosi, ainsi que du fait que le journaliste avait découvert les plans pour le Golpe Borghese, grâce à ses anciennes relations fascistes du temps de guerre. De Mauro était très occupé à rassembler les éléments du complot, et sa mort a empêché sa découverte. L'autre élément convergent est le fait qu'il connaissait, depuis sa création, le projet subversif impliquant des espions, des néofascistes et des groupes mafieux, pour mettre en pratique le coup d'État de Borghèse. De ses sources dans les cercles néofascistes, de son passé dans l'unité d'élite Decima Mas du prince Junio Valerio Borghese, ainsi que des informations du patron de la mafia Emanuele D'Agostino, il savait « que quelque chose se préparait » .
Le «crime préventif» aurait même pu avoir d'autres motifs, comme d'autres faits concernant les «amis à Rome» des Corleonesi dirigés par Riina, comme le montrent des documents récupérés auprès de l'ancien maire de Palerme, Vito Ciancimino .
Selon Ingroia, Cosa Nostra est à l'origine du meurtre de De Mauro, mais il y a d'autres antécédents et individus, alliés à la mafia, comme des francs-maçons déviés et des fonctionnaires corrompus. «De Mauro n'a pas été tué par vengeance, mais pour éviter de nuire à la mafia. La mafia n'a pas seulement exécuté les instructions des autres, mais aussi parce que ses enquêtes ont affecté Cosa Nostra elle-même et d'autres pouvoirs qui lui sont associés ", . Il déclare que les enquêtes pour le procès ont mis au jour une "dissimulation institutionnelle" dans l'enquête initiale sur la disparition de De Mauro.

## Affaire non résolue
Le 10 juin 2011, Riina est acquitté  par le tribunal de Palerme des accusations d'avoir ordonné l'enlèvement et le meurtre de De Mauro en raison de l'insuffisance des preuves. « C'est certes une surprise, mais nous verrons les raisons de cette décision », a déclaré Franca De Mauro, fille du journaliste. « Je suis très bouleversé car après 40 ans, nous n'avons toujours pas de réponse sur ce qui s'est passé ce jour-là ». Dans leur explication de la décision rendue publique en août 2012, les juges de la Cour de Palerme ont décidé que De Mauro était mort parce qu'il était allé trop loin dans sa quête de la vérité sur les dernières heures de Mattei en Sicile. Ils ont désigné Graziano Verzotto comme suspect derrière le meurtre de De Mauro et Mattei, mais sans conviction claire. Verzotto était mort en juin 2010.
L'accusation, qui avait demandé une peine supplémentaire à vie pour Riina, a fait appel de l'acquittement. Le procès en appel a débuté en avril 2013. Le 27 janvier 2014, la cour d'appel de Palerme confirme l'acquittement de Riina. Le tribunal est convaincu de l'implication de Cosa Nostra dans le meurtre de De Mauro, mais attribue le meurtre au groupe dirigé par Stefano Bontade et identifie le motif probable de la découverte par le journaliste de faits importants sur la mort du président de l'ENI Enrico Mattei. . Les preuves de l'implication de Riina sont insuffisantes, en raison de témoignages  contradictoires et du manque de preuves .
En juin 2015, Riina est absous par le tribunal de dernière instance, la Cour suprême de cassation. Les éléments de preuve recueillis par la poursuite n'ont pas permis d'établir un rôle direct ou indirect de l'accusé dans le crime. La Cour a toutefois conclu que De Mauro avait très probablement été tué par la mafia parce qu'il était au courant de leur implication dans la mort d'Enrico Mattei, plutôt que dans la tentative de coup d'État de Borghese. La disparition et la mort probable de De Mauro restent l'un des mystères non résolus de l'histoire italienne. L'écrivain sicilien Leonardo Sciascia a  résumé le casse-tête de la mort de De Mauro: « Il a dit la bonne chose à la mauvaise personne et la mauvaise chose à la bonne. » .